# Hunger Ward
Hunger Ward é um documentário americano de 2020 dirigido por Skye Fitzgerald e Michael Shueuerman. O filme trata da fome contínua no Iêmen e dos esforços de dois hospitais para combater a desnutrição infantil resultante. Foi nomeado para o Oscar de Melhor Curta Documentário no 93º Oscar.